# Luiz Carlos Bresser-Pereira
Luiz Carlos Bresser-Pereira KBE (São Paulo, 30 de junho de 1934) é um economista, cientista político, cientista social, administrador de empresas e advogado brasileiro. É professor da Fundação Getúlio Vargas em São Paulo, desde 1959, e edita a Revista de Economia Política desde 1981. Foi ministro da Fazenda do Brasil (1987) e, nessa condição, propôs uma solução geral para a grande crise da dívida externa dos anos 1980 na qual se baseou o Plano Brady, que resolveu a grande crise da dívida externa dos anos 80. Foi também o criador do Plano Bresser, que reajustou as tarifas públicas defasadas e congelou salários, preços e o câmbio por 90 dias na expectativa de combater a inflação.
Foi Ministro da Administração Federal e Reforma do Estado (1995-1998) e Ministro da Ciência e Tecnologia (1999). Parte da sua carreira foi dedicada a estudar a burocracia pública e a profissionalização da administração das empresas, a industrialização brasileira e os efeitos da doença holandesa. É um dos contundentes críticos do liberalismo, do livre-comércio e defensor de medidas protecionistas. É considerado um dos maiores expoentes do desenvolvimentismo no Brasil.
Integra o conselho editorial do Brasil 247 e é membro da Comissão Arns.

## Juventude e mundo acadêmico
Luiz Carlos Bresser-Pereira fez seus primeiros estudos em escola pública mas completou o 1º e o 2º graus no tradicional colégio paulistano São Luís. Foi no São Luis que teve contato com a Juventude Estudantil Católica, da Ação Católica. Em 1953 entra na Faculdade de Direito da USP. Em 1955 na colônia de férias da Juventude Universitária Católica, da Ação Católica, ficou altamente impactado pela leitura do número 4 da revista "Cadernos do nosso tempo", editada pelos intelectuais do ISEB. A partir de então decidiu que não seguiria profissionalmente nas carreiras jurídicas, mesmo indo adiante no curso de Direito, e que se dedicaria a ser um sociólogo do desenvolvimento ou economista do desenvolvimento. Bresser-Pereira terminou o curso de Direito pela Faculdade de Direito da USP em 1957.
Decidido a ser um acadêmico do desenvolvimento procurou por cursos de pós-graduação nessa área, chegando a se inscrever no escritório da Cepal, mas não obteve sucesso. De 1955 a meados de 1957 trabalhou como jornalista na edição paulista do Jornal Última Hora. Devido as dificuldades financeiras do Última Hora para pagar os salários, Bresser-Pereira deixa o jornal e passa a trabalhar como redator em agências de publicidade. Nessa época continua a buscar oportunidades para se tornar acadêmico na área do desenvolvimento, inclusive vindo a ler a obra do grande economista Arthur Lewis. No fim de 1958 toma conhecimento de que a FGV estava contratando pessoas com formação universitária para trabalhar com professores assistentes. Em abril de 1959 começa a trabalhar na FGV como auxiliar e ainda em 1959 escreve seu primeiro paper, que teria a publicação recusada na Revista de Administração de Empresas da EAESP e no entanto seria publicado numa revista acadêmica dos Estados Unidos em 1962.
Em março de de 1960 embarca aos Estados Unidos para fazer, nos 18 meses seguintes, o MBA na Michigan State University no âmbito do programa de aperfeiçoamento de professores da FGV ; Obteve o título de Doutor pelo Departamento de Economia da USP (1972), Livre Docência em Economia, pela Universidade de São Paulo (1984). É professor de economia e ciência política da Fundação Getúlio Vargas desde 1959 e, em 2005, foi o primeiro professor a receber o título de professor emérito da Fundação Getúlio Vargas. Na Escola de Administração de Empresas de São Paulo (FGV-EAESP), foi coordenador da pós-graduação e, em 1965, criou o primeiro programa de mestrado em administração de empresas no Brasil; foi chefe do Departamento de Economia, e criou o Mestrado e o Doutorado em Economia de Empresas da EAESP. Em 2008, já na Escola de Economia de São Paulo da Fundação Getulio Vargas (FGV-EESP) criou o Centro de Estudos do Novo Desenvolvimentismo.
É presidente do Centro de Economia Política e editor da Revista de Economia Política desde 1981, ano em que a fundou. É membro do conselho diretor do CEBRAP, de cuja fundação participou em 1970. Lecionou, em pós-graduação, Desenvolvimento Econômico na Universidade de Paris I (Panthéon-Sorbonne) (1977) e na École des Hautes Études en Sciences Sociales (2003-2010). Ensinou Teoria da Democracia no Departamento de Ciência Política da USP (2002-2003). Foi visitante do Instituto de Estudos Avançados da Universidade de São Paulo (1989), e duas vezes do Centro de Estudos Brasileiros da Universidade de Oxford - Nuffield College (1999) e St. Anthony’s College (2001). É patrono da Associação Keynesiana Brasileira desde sua fundação, em abril de 2008. É colaborador frequente dos jornais, sobretudo da Folha de S.Paulo.

## Atividade na iniciativa privada
Quando o Pão de Açúcar estava abrindo a loja em frente a Universidade Mackenzie Bresser-Pereira ajudou na redação publicitária de divulgação dessa loja. A partir desse trabalho Abílio Diniz e o seu pai, Valentim Diniz, convidaram Bresser-Pereira para trabalhar na administração da empresa. De 1963 a 1982, levou em conjunto com a sua carreira acadêmica, trabalhou na administração do Grupo Pão de Açúcar. Quando da sua entrada em 1963 na empresa, ela tinha acabado de inaugurar sua segunda loja e contava com apenas 300 funcionários. Em 1982 a empresa já se tornara a maior cadeia de varejo do Brasil e tinha 45.000 funcionários. Fez parte do conselho consultivo do Grupo Pão de Açúcar até 2014. Ainda na área empresarial, de 2008 a 2014 foi membro do conselho de administração da Restoque (Le Lis Blanc), e desde 2010, do conselho da Bresser Asset. Participou dos conselhos da Cúria Diocesana enquanto Dom Paulo Evaristo Arns o dirigia, da Associação de Assistência à Criança Deficiente - AACD (2000 a 2015), e da Associação ABRALE desde outubro de 2012.

## Atividade política
Em 1983, quando o Brasil começou a se redemocratizar, entrou para a vida pública, primeiro como presidente do Banco do Estado de São Paulo - BANESPA (1983-85). Em 1985 e 1987, foi chefe de gabinete do governador de São Paulo, Franco Montoro. Em 1987, tornou-se Ministro da Fazenda do Brasil no governo José Sarney. Depois de deixar o ministério, participou da fundação do Partido da Social Democracia Brasileira - PSDB. Entre 1995 e 1998, foi Ministro da Administração Federal e da Reforma do Estado e, em 1999, Ministro da Ciência, Tecnologia e Inovação, ambos sob administração Fernando Henrique Cardoso. Desde 1999 é professor universitário em tempo integral. Em 2010, ele deixou o PSDB com o argumento de que o partido político se tornara conservador e sem um compromisso claro com os interesses nacionais.

### No Ministério da Fazenda
Em 1987, durante o governo Sarney, assumiu o Ministério da Fazenda em um momento de profunda crise que se seguiu ao fracasso da bolha econômica que acabou por ser o Plano Cruzado: alta inflação reiniciada em 15% ao mês, empresas e estados federados falidos. Naquele momento, a negociação com o FMI e o ajuste fiscal foram vistos pelos políticos no poder como inaceitáveis. No entanto, Bresser elaborou um "Plano de Consistência Macroeconômica", que propôs um ajuste fiscal entendido como uma condição para o controle da inflação. Em segundo lugar, ele preparou e adotou o que veio a ser chamado de "Plano Bresser" -  reajuste de preços e tarifas públicas defasados e um congelamento de todos os preços por 90 dias; proposta de ajuste fiscal com a extinção de órgãos públicos e a neutralização da inflação inercial, que afinal não vingou. Em terceiro lugar, desenvolveu um plano de securitização da dívida externa baseado no que a cidade de Nova Iorque fizera com as suas dívidas nos anos 1970 e na relativa desvinculação dos bancos comerciais com o FMI no processo de negociação, que seria rejeitado pelo então secretário do Tesouro, James Baker, no entanto dezoito meses mais tarde seria adotado pelo novo Secretário do Tesouro, Nicholas Brady, e ficaria conhecido como Plano Brady e levaria ao fim a grande crise da dívida externa dos anos 1980.
Conforme o próprio Bresser, seu plano, que exigia tempo para ser implementado, não recebeu apoio político suficiente em suas etapas mais avançadas. Devido a isso, Bresser resignou ao cargo de Ministro da Fazenda.

### No Ministério da Administração Federal e Reforma do Estado (MARE)
Com a eleição de Fernando Henrique Cardoso para a presidência do Brasil, Bresser-Pereira assumiu o Ministério da Administração Federal e Reforma do Estado (Mare). Ele entendeu que a reforma da função pública brasileira já havia sido feita desde a década de 1930 e iniciou a reforma gerencial do Estado.
Ele elaborou um Livro Branco, o "Plano Diretor da Reforma do Estado", no qual desenvolveu um marco teórico para essa reforma, que, na perspectiva gerencial, se baseou na gestão por resultados, na competição administrada por excelência, e no controle ou responsabilização social. No plano estrutural, obteve a aprovação de lei criando as organizações sociais - organizações privadas sem fins lucrativos às quais o Estado deve transferir seus grandes serviços sociais e científicos que não envolvem o uso de Poder estatal.
Ele também propôs uma emenda ao capítulo sobre a administração pública da Constituição de 1988. Esta reforma gerencial do Estado está acontecendo no Brasil, principalmente nos níveis estadual e municipal, mas também no nível federal, enquanto um grande número de organizações sociais continuam sendo criadas. Por outro lado, Bresser mudou o sistema de concursos públicos, que eram eventuais e aprovativos, e passaram a ser anuais e seletivos em todas as carreiras de Estado. Em consequência disto e de maiores salários, o número de escolas de administração e políticas públicas no Brasil aumentou fortemente.
A reforma gerencial brasileira de 1999 se transformou em referência internacional. Os livros e artigos que Bresser-Pereira escreveu sobre o tema  transformaram-se em principal subsídio para os cursos de administração pública oferecidos pelas universidades brasileiras. Várias dissertações de mestrado e doutorado foram escritas sobre a reforma. Enquanto no MARE, Bresser-Pereira também foi presidente do CLAD (es:Centro Latinoamericano de Administración para el Desarrollo) (1995-97) e presidente do seu Conselho Científico (1998-2005). Em seu mandato, deu à reforma gerencial uma dimensão latino-americana. Com o mesmo objetivo, enquanto presidente do CLAD, organizou seu primeiro congresso anual, que é hoje sua principal atividade.

### No Ministério da Ciência, Tecnologia, Inovações e Comunicações
No Ministério da Ciência, Tecnologia e Inovação, Bresser-Pereira definiu a política de transformar os fundos de pesquisa originados das empresas estatais, recentemente privatizadas em Fundos Setoriais vinculados ao Fundo Nacional de Desenvolvimento Científico e Tecnológico (FNDCT). Para conseguir uma melhor integração entre o Ministério e sua principal agência, o Conselho Nacional de Desenvolvimento Científico e Tecnológico - CNPq, que também presidiu. Bresser-Pereira unificou os currículos acadêmicos que o Governo Federal dispõe para a avaliação de pesquisadores sob o nome de Plataforma Lattes.

## Obra acadêmica e ideias
Suas contribuições para a teoria econômica incluem sua crítica metodológica à economia neoclássica, sua teoria da inflação inercial, sua crítica ao crescimento com endividamento externo a partir da existência de uma relação direta entre déficit em conta corrente e taxa de câmbio, seu modelo de doença holandesa, entre outras. Desde 2001, ele está envolvido na definição do Novo Desenvolvimentismo – um sistema teórico formando por uma macroeconomia novo-desenvolvimentista e por uma economia política na qual a questão do Estado e das coalizões de classe desenvolvimentistas comparadas com o Estado e as coalizões de classe liberais é central.
Em 2020, para uma apresentação no 19°Fórum de Economia da Fundação Getulio Vargas, desenvolveu junto com o economista Nelson Marconi a proposta Bresser-Marconi, que propõe para o congresso nacional uma emenda constitucional visando a retomada do investimento público através do financiamento monetário, a exemplo de diversos outros países no combate à pandemia do COVID-19. Na proposta foram reiteradas provas da ineficácia do monetarismo, que correlaciona essencialmente emissão monetária e inflação.

### Economia do Brasil
Em seu livro Economia Brasileira: Uma Introdução Crítica (1982), Bresser apresenta e ao mesmo tempo expõe suas ideias a respeito da economia brasileira. Para Bresser, o Brasil sempre foi uma economia capitalista. Até 1930, era um capitalismo mercantil-especulativo. Os lucros advinham do caráter especulativo do comércio a longa distância, através do qual as mercadorias (açúcar, café, etc) eram vendidas a um valor muito superior ao seu valor de uso. De 1930 em diante, o país se industrializou, e teve início o capitalismo-industrial, ou o capitalismo propriamente dito, no qual o lucro advém da mais-valia.
Essa industrialização, porém gerou uma cisão no país. Havia industrialização ao lado de estruturas pré-capitalistas e retrógradas. Além disso, havia contingentes populacionais enormes que não puderam ser absorvidos pela indústria nascente. Deste modo, o Brasil adotou um modelo que Bresser chama de "subdesenvolvimento industrializado" (que teve início, mais precisamente, em 1954). Nele, o país exporta primariamente produtos manufaturados e semi-manufaturados.
É importante ressaltar que, à época em que o livro foi escrito, o processo de desindustrialização no Brasil era ainda muito incipiente. Em 2020, o Brasil voltou a ser um país majoritariamente primário-exportador. Naquele ano, mais da metade das exportações já eram de produtos primários.
Para Bresser, o Brasil é um país subdesenvolvido por causa do tempo excessivo em que a economia permaneceu no sistema capitalista-comercial. Em outras palavras, pela demora excessiva em entrar no capitalismo industrial, isto é, o capitalismo propriamente dito.

### Classes sociais
Bresser adota a visão marxista-leninista, segundo a qual uma classe social é definida por sua inserção em relação aos meios de produção, estabelecendo diversas relações de produção entre si.
Bresser classifica a economia brasileira como uma economia mista. Há elementos capitalistas e estatistas. Tanto um como o outro são "capitalistas"; porém, os primeiros são competitivos e de iniciativa privada, e os segundos são monopolistas e de Estado. No capitalismo há duas classes básicas: a burguesia e o proletariado. No estatismo, por sua vez, há uma tecnoburocracia ("técnicos e burocratas empregados em organizações públicas e privadas") e os trabalhadores. O Brasil apresenta tanto um modelo como o outro. Destarte, o país têm três classes básicas: a burguesia, a tecnoburocracia e os trabalhadores. Há, em seguida, as camadas de cada classe: a alta, a média e a baixa.
| Burguesia            | Tecnoburocracia    | Trabalhadores                               |
| Alta, média, pequena | Alta, média, baixa | Especializados, semiespecializados, braçais |

### Desenvolvimento e crise no Brasil
Na primeira edição de seu livro Desenvolvimento e Crise no Brasil, de 1968, Bresser constata que o desenvolvimento econômico está relacionado a uma melhora no padrão de vida da população, com transformações econômica, política e social, o que difere do mero crescimento econômico em si.
O autor argumenta que a Revolução de 1930 foi essencial para a "Revolução Industrial Brasileira". Ele destaca a depressão econômica decorrente da crise de 1929 como um fator primordial para a criação de oportunidades de investimentos industriais, viabilizando o objetivo da revolução de romper com o modelo oligárquico agrariaexportador, que era conservador e sem estímulo a mudanças econômicas, o que deixava o Brasil dependente das nações desenvolvidas. Como na época a economia brasileira era muito dependente do setor cafeeiro, que foi prejudicado pela crise internacional, o governo passou a comprar estoques de café e queimá-los para manter a demanda interna. Bresser caracterizou esta ação como um investimento improdutivo, mas como a única forma de assegurar a economia cafeeira e utilizar-se do seu lucro para que se investisse na indústria, mantendo o nível de emprego, da procura agregada e garantindo um preço mínimo de compra do café.
Outro político destacado no processo do desenvolvimento industrial brasileiro foi o presidente Juscelino Kubitschek, que incentivou a entrada de capital estrangeiro, propiciando o surgimento da indústria automobilística. Também foi criada o Grupo Executivo da Indústria Automobilística (GEIA), que foi um instrumento de estímulo econômico utilizado pelo governo federal.
A última edição da obra foi lançada em 2003, com 14 capítulos a mais do que a primeira edição. Os capítulos adicionados a partir da segunda edição focaram mais na divulgação de análises já feitas pelo autor em outros espaços do que propriamente na elaboração de novas ideias. O livro foi considerado o maior sucesso editorial de Bresser.

### Teoria da inflação inercial
Na década de 1980, Bresser desenvolveu, junto a outros economistas, a teoria da inflação inercial.  Um desses economistas foi Yoshiaki Nakano, com quem Bresser publicou um livro abordando o assunto, intitulado Inflação e recessão (1984).
O país vivia então um surto de hiperinflação. Para os teóricos da inflação inercial, esta hiperinflação deveria ser combatida por meio de um choque, e não de forma gradual. Esse choque deveria envolver uma reforma monetária, acompanhada por um mecanismo que neutralizasse a inércia inflacionária. Para Bresser, muitos dos planos de estabilização monetária no período falharam por não levarem em conta o caráter inercial da inflação.

## Vida pessoal e família
Na atualidade, é o mais notável membro da Família Bresser. É o mais velho dos três filhos do jornalista, político e escritor Sílvio de Lima Gonçalves Pereira, deputado estadual pelo PTB, com a educadora Clara Bresser, bisneta do engenheiro prussiano Carlos Abrão Bresser, patriarca dessa família aristocrática.
Dentre suas grandes influências, está o governador de Pernambuco Barbosa Lima Sobrinho, marido de sua tia, e seu "tio por afinidade". É padrinho de Candido Bracher, presidente do Itaú Unibanco, filho de seu amigo Fernão Bracher. Seu irmão, Sylvio Bresser Pereira, fundou o Banco Fator e a Escola Lourenço Castanho; e Sérgio Bresser Pereira foi presidente da DERSA, diretor administrativo-financeiro da CPTM, além de responsável pela privatização da Telebras. Seu ex-genro, Hélcio Tokeshi, chefiou a Secretaria da Fazenda e Planejamento do Estado de São Paulo, no governo de Geraldo Alckmin, a Secretaria de Acompanhamento Econômico do Ministério da Fazenda, além de membro de conselhos na OECD, Caixa Econômica Federal e no Fórum Económico Mundial.
Seu avô era o Prof. Alfredo Bresser, "figura de destaque do magistério paulista", pioneiro das publicações de educação, vice-presidente da Associação Beneficente do Professorado Público, e homenageado na Escola Estadual Alfredo Bresser e numa rua de Santana, São Paulo. Seus tios maternos eram os médicos Nilo Bresser e o General José Bresser, cônsul, filantropo, Grão Mestre da Soberana Ordem dos Cavaleiros de São Paulo Apóstolo, e responsável pelo primeiro transplante de córnea e o primeiro banco de olhos de São Paulo. Carlos Augusto Bresser, pioneiro da indústria paulista, juiz de paz e vereador de São Paulo, era seu tio-bisavô.

## Prêmios e honrarias
Em 2015, foi eleito, por unanimidade, Intelectual do Ano, tendo-lhe sido atribuído o Prêmio Juca Pato, da União Brasileira de Escritores (UBE). A nomeação de Bresser ao título deu-se no dia 19 de agosto de 2015, em reunião realizada na sede da entidade.
Em  2017 recebeu o Título de Pesquisador Emérito do CNPq, da Menção Especial de Agradecimentos e do Prêmio Almirante Álvaro Alberto para a Ciência e Tecnologia, concedido ao Professor Samuel Goldenberg, do Instituto Carlos Chagas da Fundação Oswaldo Cruz, cerimônia que será realizada em 9 de maio de 2017.

### Honras e distinções
Além disso, foi condecorado como Cavaleiro da Ordem do Cruzeiro do Sul (1987); Grand Officier de la Légion d'Honneur, pela França (1996); Knight of Your Majesty the Queen, pela Inglaterra (1997); foi titulado como Professor Emérito, pela Fundação Getulio Vargas (2005); foi Doutor Honoris Causa, pela Universidade de Buenos Aires (2010); James Street Scholar, pela Associação para a Economia Evolutiva (2012).
- 1987 - Cavaleiro da Ordem do Cruzeiro do Sul
- 1996 - Grand Officier de la Légion d'Honneur
- 1997 - Knight of Your Majesty the Queen (Inglaterra)
- 2005 - Professor Emérito, pela Fundação Getulio Vargas.
- 2010 - Doutor Honoris Causa, pela Universidade de Buenos Aires.[61]
- 2012 - James Street Scholar, pela Associação para a Economia Evolutiva.[62]
- 2015 - Premio Juca Pato (pt: Prêmio Juca Pato), como o intelectual do ano de 2014, pela União Brasileira de Escritores - UBE.[60]
- 2017 - Título de Pesquisador Emérito do CNPq (Ciências Sociais Aplicada). Entrega será realizada em 9 de maio de 2017.

## Livros selecionados

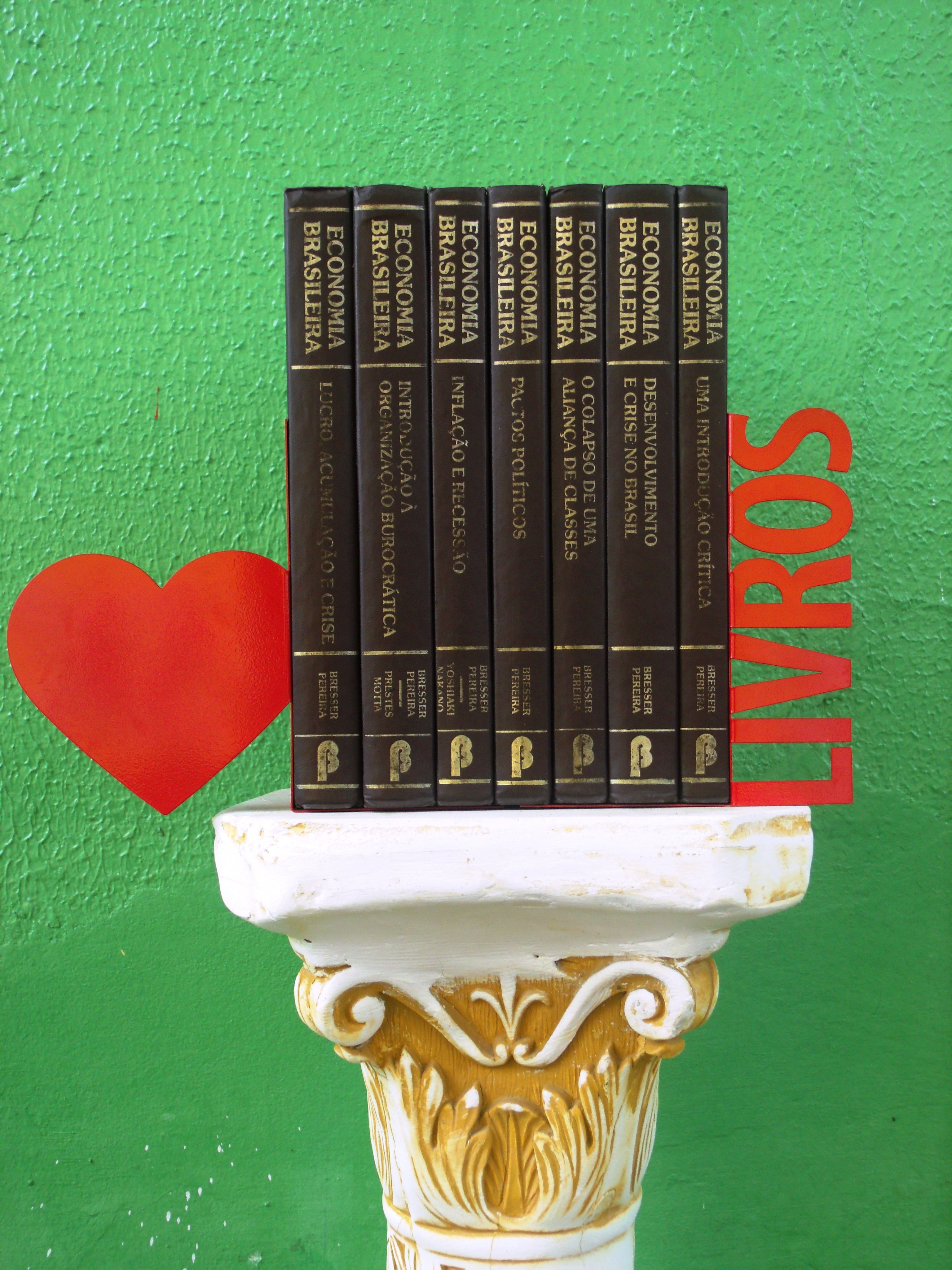
Algumas de suas obras sobre política e economia.

- Desenvolvimento e Crise no Brasil, Editora 34, 1968-2003. ISBN 0-86531-559-0.
- As Revoluções Utópicas, Editora 34: 2006. 3a. edição com nova Introdução. ISBN 85-7326-349-0
- Estado e Subdesenvolvimento Industrializado, Editora Brasiliense, 1977.
- A Sociedade Estatal e Tecnoburocracia, Editora Brasiliense, 1981.
- Lucro, Acumulação e Crise, Editora Brasiliense, 1986. ISBN 8511090339.
- A Teoria da Inércia Inflação, com Yoshiaki Nakano, Editora Brasiliense, 1984. ISBN 1-55587-007-4.
- A Crise do Estado: Ensaios sobre a Economia Brasileira, Editora Nobel, 1992.
- Reformas Econômicas nas Novas Democracias, com José María Maravall e Adam Przeworski, Editora Nobel, 1997. ISBN 1-55587-532-7.
- Reforma do Estado para a Cidadania,  (Edição: 1ª 1998) Editora: FGV; Edição: 7ª (1 de janeiro de 2007) ISBN 85-225-0236-6
- Macroeconomia da Estagnação, Editora 34, 2007. ISBN 978-1-58826-624-8.
- Construindo o Estado Desenvolvimentista, Editora da FGV, 2008. ISBN 0-19-926118-0.
- Globalização e Competição, Editora Elsevier, 2010. ISBN 978-0-521-19635-2 (capa dura) e ISBN 978-0-521-14453-7 (brochura).
- Macroeconomia Desenvolvimentista, com Nelson Marconi e José Luis Oreiro, Editora Elsevier, 2016. ISBN 978-0-415-81778-3 (capa dura) e ISBN 978-0-203-58350-0 (e-book).
- A Construção Política do Brasil, Editora 34, 2014-16. ISBN 978-8-573-26586-6 (capa dura), ISBN 978-8-573-26645-0 (capa comum).

## Artigos selecionados (não republicados nos livros)
- Bresser-Pereira, Luiz Carlos (1982[1984]) "Six interpretations on the Brazilian social formation", Latin American Perspectives 11(1): 35-72, Winter 1984.
- Bresser-Pereira, Luiz Carlos (2002) "Citizenship and res publica: the emergence of republican rights", Citizenship Studies 6(2) 2002: 145-164.
- Bresser-Pereira, Luiz Carlos (2009) "The two methods and the hard core of economics", Journal of Post Keynesian Economics 31 (3) Spring: 493-522.
- Bresser-Pereira, Luiz Carlos (2010) "The global financial crisis, neoclassical economics, and the neoliberal years of capitalism", Revue de la Régulation 7, Spring 2010: 1-29.
- Bresser-Pereira (2011) "From the national-bourgeoisie to the dependency interpretation of Latin America", Latin American Perspectives 178, vol. 38 (3), May 2011: 40-58.
- Bresser-Pereira, Luiz Carlos (2012) "Democracy and capitalist revolution", Économie Appliquée 65 (4): 111-139.

## Livros sobre seu trabalho acadêmico
- Em Busca do Novo, editado por Yoshiak Nakano, Furquim e José Marcio Rego, Rio de Janeiro: Editora da Fundação Getúlio Vargas, 2005. ISBN 85-225-0497-0.[63]
- A Teoria Econômica na Obra de Bresser-Pereira, editada por José Luis Oreiro, Luiz Fernando de Paula e Nelson Marconi. Santa Maria, RS: Editora da UFSM, 2015. ISBN 9788573912296.
- Bresser-Pereira: Rupturas do pensamento (uma autobiografia em entrevistas), João Villaverde e José Márcio Rego, São Paulo: Editora 34, 2021. ISBN 978-68-5525-063-3.
- Citações no Google Scholar: 22161.[64]
- Documentos adicionais sobre o trabalho acadêmico de Bresser-Pereira estão em seu site: http://www.bresserpereira.org.br.